# 圣阿尔巴诺斯图拉
圣阿尔巴诺斯图拉（義大利語：Sant'Albano Stura），是意大利库内奥省的一个市镇。总面积28平方公里，人口2376人，人口密度84.9人/平方公里（2009年）。ISTAT代码为004211。